# Wironanggan
Wironanggan is een bestuurslaag in het regentschap Sukoharjo van de provincie Midden-Java, Indonesië. Wironanggan telt 3828 inwoners (volkstelling 2010).